# David Prutton
David Prutton est un footballeur anglais né le 12 septembre 1981 à Hull (1,85m) jouant comme milieu de terrain centre ou droit.

## Carrière
- 1998-2003 : Nottingham Forest  Angleterre (155 matchs et 7 buts)
- 2003-2007 : Southampton FC  Angleterre (94 matchs et 6 buts)
  - jan. 2007-2007 : Nottingham Forest  Angleterre (prêt) (13 matchs et 2 buts)
- 2007-jan. 2010 : Leeds United  Angleterre (78 matchs et 4 buts)
- jan. 2010-2010 : Colchester United  Angleterre (19 matchs et 3 buts)
- 2010-2011 : Swindon Town  Angleterre (46 matchs et 3 buts)
- 2011-2014 : Sheffield Wednesday  Angleterre
  - 2012-2013 : Scunthorpe United  Angleterre (prêt)[1] (10 matchs et 0 but)
  - 2014 : Coventry City   Angleterre (prêt)